# The Righteous Gemstones
The Righteous Gemstones è una serie televisiva statunitense creata da Danny McBride che è stata trasmessa a partire dal il 18 agosto 2019 su HBO.
La serie segue una famosa e disfunzionale famiglia di telepredicatori.

## Trama
Quando  il figlio maggiore della famiglia Gemstone,  Jesse, si prepara a prendere il posto di suo padre nel business di famiglia, si scopre che i peccati del suo passato stanno per mettere a repentaglio tutto quello che la famiglia ha costruito.

## Episodi
| Stagione         | Episodi | Prima TV originale | Prima TV italiana |
| ---------------- | ------- | ------------------ | ----------------- |
| Prima stagione   | 9       | 2019               | inedita           |
| Seconda stagione | 9       | 2022               | inedita           |
| Terza stagione   | 9       | 2023               | inedita           |

## Interpreti e Personaggi

### Personaggi principali
- Jesse Gemstone, interpretato da Danny McBride.
- Judy Gemstone, interpretata da Edi Patterson.
- Kelvin Gemstone, interpretato da Adam DeVine.
- Dr Eli Gemstone, interpretato da John Goodman.
- Amber Gemstone, interpretata dd Cassidy Freeman.

### Personaggi ricorrenti
- Martin Imari, interpretato da Gregory Alan Williams.
- BJ, interpretato da Tim Baltz.
- Keefe Chambers, interpretato da Tony Cavalero.
- Gideon Gemstone, interpretato da Skyler Gisondo.
- Levi, interpretato da Jody Hill.
- Pontius Gemstone, interpretato da Kelton DuMont.
- Baby Billy Freeman, interpretato da Walton Goggins.
- Matthew, interpretato da Troy Anthony Hogan.
- Gregory, interpretato da J. LaRose.
- Chad, interpretato da James DuMont.
- Tiffany Freeman, interpretata da Valyn Hall.
- Mandy, interpretata Mary Hollis Inboden.
- Aimee-Leigh Gemstone, interpretata da Jennifer Nettles.